# Il dubbio - Un caso di coscienza
Il dubbio - Un caso di coscienza (Bedun-e tārikh, bedun-e emzā) è un film del 2017 diretto da Vahid Jalilvand. È stato il candidato iraniano per l'Oscar al miglior film in lingua straniera ai premi Oscar 2019, senza arrivare nella cinquina dei film finalisti.

## Trama
Il dottor Kahve Nariman è un medico legale che si occupa di autopsie su morti sospette. Una sera, mentre è alla guida della sua macchina, urta e fa cadere una moto sulla quale viaggiano due adulti e due bambini. Apparentemente, nessuno dei quattro sembra riportare lesioni gravi. Nariman visita Amir, il bambino, e insiste per portarlo in ospedale, ma il padre rifiuta. Il giorno seguente, sul posto di lavoro, tra le autopsie da effettuare, Narimar trova proprio il corpo di Amir. Sconvolto, cerca di capire cosa sia successo. Dall'autopsia una collega di Nariman, nonché moglie, attribuisce la morte a intossicazione da cibo andato a male, ma lui ha il dubbio che, invece, la causa della morte provenga dall'incidente.

## Distribuzione
Il film è stato presentato in anteprima nella sezione Orizzonti della 74ª Mostra internazionale d'arte cinematografica di Venezia il 2 settembre 2017, venendo distribuito nelle sale cinematografiche italiane a partire dal 10 maggio 2018.

## Riconoscimenti
- 2017 - Mostra internazionale d'arte cinematografica[1]
  - Premio Orizzonti per la miglior regia a Vahid Jalilvand
  - Premio Orizzonti per la miglior interpretazione maschile a Navid Mohammadzade

Nel settembre 2018, Il dubbio è stato selezionato per rappresentare l'Iran come papabile candidato all'Oscar al miglior film straniero ai premi Oscar 2019. Il fatto che la scelta del comitato governativo fosse ricaduta su Il dubbio ha dato luogo ad alcune polemiche in Iran, avendo battuto il campione d'incassi bellico di Ebrahim Hatamikia Be vaqt-e šām, sostenuto dalla fazione più conservatrice e considerato il favorito per la selezione. Non ha raggiunto la candidatura.